# Juvita Gonçalves

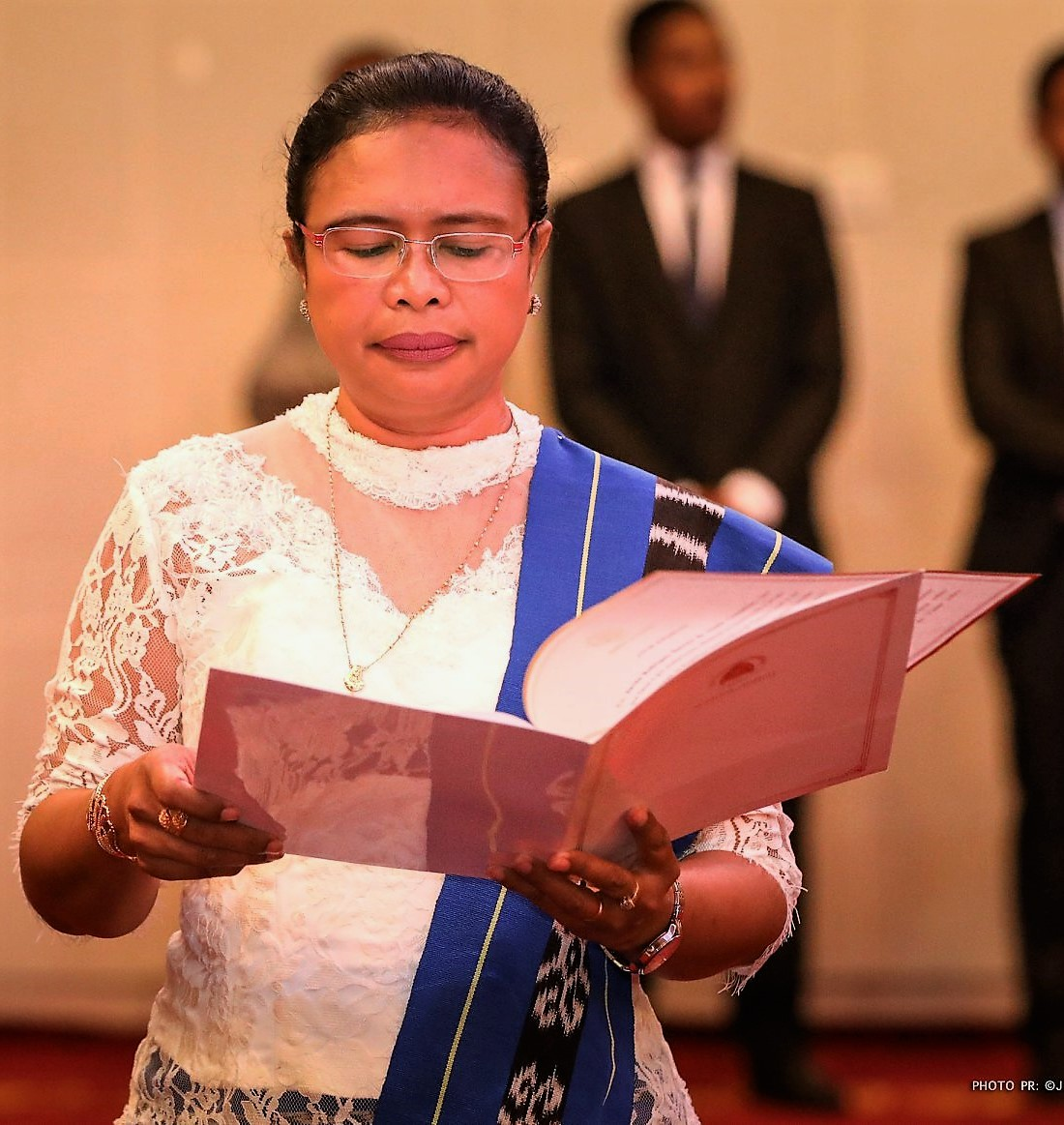
Juvita Gonçalves bei ihrer Ernennung zur Botschafterin (2020)

Juvita Rodrigues Barreto de A. Gonçalves (* 30. Juni 1973) ist eine osttimoresische Diplomatin.
Gonçalves arbeitete als Beraterin beim osttimoresischen Tourismusministerium und im öffentlichen Sektor. Auch war sie als Unternehmerin und Frauenrechtsaktivistin aktiv. Außerdem ist sie aktives Mitglied in verschiedenen religiösen Organisationen, inklusive des nationalen Vorstandes der Vereinigung Mariens, der Helferin (ADMA).
Am 28. Januar 2020 wurde Gonçalves feierlich zur neuen Botschafterin Osttimors beim Heiligen Stuhl ernannt. Ihre Amtszeit endete 2023.